# Aphonopelma truncatum
Aphonopelma truncatum är en spindelart som först beskrevs av F. O. Pickard-Cambridge 1897.  Aphonopelma truncatum ingår i släktet Aphonopelma och familjen fågelspindlar. Inga underarter finns listade i Catalogue of Life.